# Single numer jeden w roku 1975 (USA)

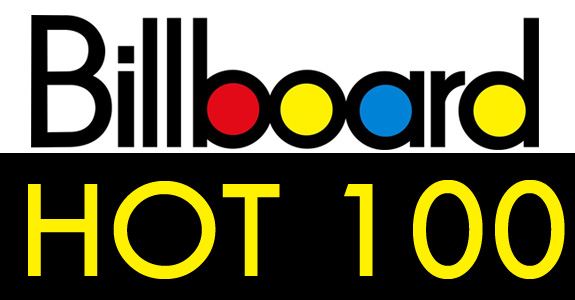
Billboard Hot 100 logo

Notowanie Billboard Hot 100 przedstawia najlepiej sprzedające się single w Stanach Zjednoczonych. Publikowane jest ono przez magazyn Billboard, a dane kompletowane są przez Nielsen SoundScan w oparciu o cotygodniowe wyniki sprzedaży cyfrowej oraz fizycznej singli, a także częstotliwość emitowania piosenek na antenach stacji radiowych.
| Data publikacji | Piosenka                                                         | Artysta                        |
| --------------- | ---------------------------------------------------------------- | ------------------------------ |
| 4 stycznia      | „Lucy in the Sky with Diamonds”                                  | Elton John                     |
| 11 stycznia     | „Lucy in the Sky with Diamonds”                                  | Elton John                     |
| 18 stycznia     | „Mandy”                                                          | Barry Manilow                  |
| 25 stycznia     | „Please Mr. Postman”                                             | The Carpenters                 |
| 1 lutego        | „Laughter in the Rain”                                           | Neil Sedaka                    |
| 8 lutego        | „Fire”                                                           | Ohio Players                   |
| 15 lutego       | „You’re No Good”                                                 | Linda Ronstadt                 |
| 22 lutego       | „Pick Up the Pieces”                                             | Average White Band             |
| 1 marca         | „Best of My Love”                                                | Eagles                         |
| 8 marca         | „Have You Never Been Mellow”                                     | Olivia Newton-John             |
| 15 marca        | „Black Water”                                                    | The Doobie Brothers            |
| 22 marca        | „My Eyes Adored You”                                             | Frankie Valli                  |
| 29 marca        | „Lady Marmalade”                                                 | Labelle                        |
| 5 kwietnia      | „Lovin' You”                                                     | Minnie Riperton                |
| 12 kwietnia     | „Philadelphia Freedom”                                           | Elton John                     |
| 19 kwietnia     | „Philadelphia Freedom”                                           | Elton John                     |
| 26 kwietnia     | „(Hey Won't You Play) Another Somebody Done Somebody Wrong Song” | B.J. Thomas                    |
| 3 maja          | „He Don't Love You (Like I Love You)”                            | Tony Orlando and Dawn          |
| 10 maja         | „He Don't Love You (Like I Love You)”                            | Tony Orlando and Dawn          |
| 17 maja         | „He Don't Love You (Like I Love You)”                            | Tony Orlando and Dawn          |
| 24 maja         | „Shining Star”                                                   | Earth, Wind & Fire             |
| 31 maja         | „Before the Next Teardrop Falls”                                 | Freddy Fender                  |
| 7 czerwca       | „Thank God I’m a Country Boy”                                    | John Denver                    |
| 14 czerwca      | „Sister Golden Hair”                                             | America                        |
| 21 czerwca      | „Love Will Keep Us Together”                                     | Captain & Tennille             |
| 28 czerwca      | „Love Will Keep Us Together”                                     | Captain & Tennille             |
| 5 lipca         | „Love Will Keep Us Together”                                     | Captain & Tennille             |
| 12 lipca        | „Love Will Keep Us Together”                                     | Captain & Tennille             |
| 19 lipca        | „Listen to What the Man Said”                                    | Wings                          |
| 26 lipca        | „The Hustle”                                                     | Van McCoy                      |
| 2 sierpnia      | „One of These Nights”                                            | Eagles                         |
| 9 sierpnia      | „Jive Talkin'”                                                   | Bee Gees                       |
| 16 sierpnia     | „Jive Talkin'”                                                   | Bee Gees                       |
| 23 sierpnia     | „Fallin' in Love”                                                | Hamilton, Joe Frank & Reynolds |
| 30 sierpnia     | „Get Down Tonight”                                               | KC & The Sunshine Band         |
| 6 września      | „Rhinestone Cowboy”                                              | Glen Campbell                  |
| 13 września     | „Rhinestone Cowboy”                                              | Glen Campbell                  |
| 20 września     | „Fame”                                                           | David Bowie                    |
| 27 września     | „I’m Sorry”/"Calypso”                                            | John Denver                    |
| 4 października  | „Fame”                                                           | David Bowie                    |
| 11 października | „Bad Blood”                                                      | Neil Sedaka                    |
| 18 października | „Bad Blood”                                                      | Neil Sedaka                    |
| 25 października | „Bad Blood”                                                      | Neil Sedaka                    |
| 1 listopada     | „Island Girl”                                                    | Elton John                     |
| 8 listopada     | „Island Girl”                                                    | Elton John                     |
| 15 listopada    | „Island Girl”                                                    | Elton John                     |
| 22 listopada    | „That’s the Way (I Like It)”                                     | KC & The Sunshine Band         |
| 29 listopada    | „Fly, Robin, Fly”                                                | Silver Convention              |
| 6 grudnia       | „Fly, Robin, Fly”                                                | Silver Convention              |
| 13 grudnia      | „Fly, Robin, Fly”                                                | Silver Convention              |
| 20 grudnia      | „That’s the Way (I Like It)”                                     | KC & The Sunshine Band         |
| 27 grudnia      | „Let's Do It Again”                                              | The Staple Singers             |